# Jessica Barboza
Jessica Cristina Barboza Schmidt (Maracaibo, 14 de agosto de 1987) es una modelo y reina de belleza venezolana.

## Biografía
Jessica Barboza nació en Maracaibo, Venezuela el 14 de agosto de 1987.
Es abogada. Es la segunda de los tres hijos de Arturo Efraín Barboza Romero (1963) y Peggy Lynn Schmidt Cox (1963), conocida en Instagram por compartir recetas saludables. Sus hermanos son: Sascha Patricia (1984), conocida como Sascha Fitness y Arturo Jesús (1992).
Representó a Distrito Capital en el Miss Venezuela 2010, donde obtuvo la banda del Miss Venezuela International; por lo que representó al país en el Miss International 2011. Adicionalmente, al resultar ganadora del "Sambil Model 2009"; representó a Venezuela en el Miss Tierra 2009,
En diciembre de 2013, se comprometió con el empresario argentino Federico Pauls (1984). El 20 de abril de 2014, se casaron en Buenos Aires y el 14 de agosto de 2015, el día de su vigésimo octavo cumpleaños; anunció su primer embarazo. El 29 de agosto, reveló que sería un niño. El 4 de febrero de 2016, dio a luz a Benjamín. El 3 de marzo de 2019, anunció su segundo embarazo; el 6 de marzo, reveló que tendría mellizos; el 2 de abril, publicó que serían niñas y el 12 de agosto, nacieron Chloé y Olivia en Panamá. 

## Carrera de Modelo

### Sambil Model y Miss Tierra Venezuela
Barboza concursó en el Sambil Model 2009 que se llevó a cabo en la Isla de Margarita, Venezuela el 12 de junio de 2009. En dicho certamen resultó ganadora, fue coronada por la titular saliente (María Daniela Torrealba. Cabe destacar que dicha victoria le otorgó a Barboza el derecho de representar a Venezuela en el Miss Tierra 2009.

### Miss Tierra 2009
Como el representante oficial de Venezuela a Miss Tierra celebrado en Boracay, Filipinas, el 22 de noviembre de 2009, compitió contra Barboza 79 delegadas y fue coronada Miss Tierra-Agua (2 º finalista)
Como parte de sus responsabilidades como Miss Venezuela Tierra, Jessica tuvo la oportunidad de representar dicho país en el Miss Tierra 2009 el cual se llevó a cabo el 22 de noviembre de 2009 en el Centro Internacional de Convenciones de Cebú de la ciudad de Boracay, Filipinas; al final del evento se adjudicó como "Miss Agua" (Segunda Finalista) y el certamen fue ganado por la brasileña Larissa Ramos.

### Miss Internacional 2011
Luego de obtener la banda del Miss Venezuela International en el Miss Venezuela 2010, Jessica representó a Venezuela en el Miss International 2011 celebrado el 6 de noviembre en la ciudad de Chengdu, China. Barboza compitió con otras 66 candidatas de diferentes países y territorios autónomos, al final de la noche quedó posicionada como primera finalista solo superada por la eventual ganadora Fernanda Cornejo de Ecuador.
En dicho certamen también obtuvo al premio de "Miss fotogenica".
| Predecesor: Daniela Torrealba  | Sambil Model 2009                 | Sucesor: María Gabriela Criollo |
| Predecesor: Daniela Torrealba  | Miss Venezuela Tierra 2009        | Sucesor: Mariángela Bonanni     |
| Predecesor: Elizabeth Mosquera | Miss Venezuela International 2011 | Sucesor: Blanca Aljibes         |